# Élections cantonales de 2011 dans le Jura
Les élections cantonales ont lieu les 20 et 27 mars 2011.

## Contexte départemental

### Assemblée départementale sortante
Avant les élections, le conseil général du Jura est présidé par Jean Raquin (DVD). Il comprend 34 conseillers généraux issus des 34 cantons du Jura. 17 d'entre eux sont renouvelables lors de ces élections. 
| Parti                             | Sigle | Élus |
| --------------------------------- | ----- | ---- |
| Majorité (17 sièges)              |       |      |
| Union pour un mouvement populaire | UMP   | 15   |
| Divers droite                     | DVD   | 1    |
| Parti radical valoisien           | PRV   | 1    |
| Opposition (17 sièges)            |       |      |
| Parti socialiste                  | PS    | 9    |
| Divers gauche                     | DVG   | 5    |
| Parti communiste français         | PCF   | 3    |
| Président du conseil général      |       |      |
| Jean Raquin (DVD)                 |       |      |

## Résultats à l'échelle du département

### Résultats en nombre de sièges
| Parti | Sièges mis en jeu | Élus | Évolution |
| ----- | ----------------- | ---- | --------- |
| UMP   | 8                 | 4    | -4        |
| DVG   | 2                 | 4    | +2        |
| PS    | 5                 | 5    | 0         |
| rad.  | 1                 | 0    | -1        |
| PG    | 1                 | 1    | 0         |
| DVD   | 0                 | 2    | +2        |
| CPNT  | 0                 | 1    | +1        |

### Assemblée départementale à l'issue des élections
| Parti                               | Sigle | Élus |
| ----------------------------------- | ----- | ---- |
| Majorité (19 sièges)                |       |      |
| Parti socialiste                    | PS    | 10   |
| Divers gauche                       | DVG   | 6    |
| Parti communiste français           | PCF   | 3    |
| Opposition (15 sièges)              |       |      |
| Union pour un mouvement populaire   | UMP   | 11   |
| Divers droite                       | DVD   | 3    |
| Chasse, pêche, nature et traditions | CPNT  | 1    |
| Président du conseil général        |       |      |
| Christophe Perny (PS)               |       |      |

## Résultats par canton

### Canton d'Arbois
| Candidats      | Candidats          | Étiquette      | Premier tour | Premier tour | Second tour | Second tour |
| Candidats      | Candidats          | Étiquette      | Voix         | %            | Voix        | %           |
| -------------- | ------------------ | -------------- | ------------ | ------------ | ----------- | ----------- |
|                | Norbert Maire*     | PS             | 1 234        | 43,73        | 1 687       | 58,88       |
|                | Jean-Jacques Court | DVD            | 895          | 31,72        | 1 178       | 41,12       |
|                | Johanna Gerriet    | FN             | 387          | 13,71        |             |             |
|                | Marianne Meunier   | PCF            | 216          | 7,65         |             |             |
|                | Lionel Fournier    | POI            | 90           | 3,19         |             |             |
|                |                    |                |              |              |             |             |
| Inscrits       | Inscrits           | Inscrits       | 4 821        | 100,00       | 4 821       | 100,00      |
| Abstentions    | Abstentions        | Abstentions    | 1 921        | 39,85        | 1 805       | 37,44       |
| Votants        | Votants            | Votants        | 2 900        | 60,15        | 3 016       | 62,56       |
| Blancs et nuls | Blancs et nuls     | Blancs et nuls | 78           | 2,69         | 151         | 5,87        |
| Exprimés       | Exprimés           | Exprimés       | 2 822        | 97,31        | 2 865       | 94,99       |

*sortant

### Canton d'Arinthod
| Candidats      | Candidats         | Étiquette      | Premier tour | Premier tour | Second tour | Second tour |
| Candidats      | Candidats         | Étiquette      | Voix         | %            | Voix        | %           |
| -------------- | ----------------- | -------------- | ------------ | ------------ | ----------- | ----------- |
|                | Gilles Carnet*    | UMP            | 807          | 41,88        | 949         | 51,08       |
|                | Jean-Louis Gavand | PRG            | 590          | 30,62        | 909         | 48,92       |
|                | Ghislaine Fraisse | FN             | 440          | 22,83        |             |             |
|                | Ludovic Pernet    | PCF            | 90           | 4,67         |             |             |
|                |                   |                |              |              |             |             |
| Inscrits       | Inscrits          | Inscrits       | 3 549        | 100,00       | 3 549       | 100,00      |
| Abstentions    | Abstentions       | Abstentions    | 1 559        | 43,93        | 1 575       | 44,38       |
| Votants        | Votants           | Votants        | 1 990        | 56,07        | 1 974       | 55,62       |
| Blancs et nuls | Blancs et nuls    | Blancs et nuls | 63           | 3,17         | 116         | 5,88        |
| Exprimés       | Exprimés          | Exprimés       | 1 927        | 96,83        | 1 858       | 94,12       |

*sortant

### Canton de Beaufort
| Candidats      | Candidats           | Étiquette      | Premier tour | Premier tour | Second tour | Second tour |
| Candidats      | Candidats           | Étiquette      | Voix         | %            | Voix        | %           |
| -------------- | ------------------- | -------------- | ------------ | ------------ | ----------- | ----------- |
|                | Fernand Fournier*   | PS             | 1 096        | 41,02        | 1 611       | 65,46       |
|                | Jacques Mazier      | DVD            | 640          | 23,95        | 850         | 34,54       |
|                | Nathalie Jeandenans | FN             | 485          | 18,15        |             |             |
|                | Patrice Bau         | EÉLV           | 451          | 16,88        |             |             |
|                |                     |                |              |              |             |             |
| Inscrits       | Inscrits            | Inscrits       | 4 778        | 100,00       | 4 778       | 100,00      |
| Abstentions    | Abstentions         | Abstentions    | 2 020        | 42,28        | 2 148       | 44,96       |
| Votants        | Votants             | Votants        | 2 758        | 57,72        | 2 630       | 55,04       |
| Blancs et nuls | Blancs et nuls      | Blancs et nuls | 86           | 3,12         | 169         | 6,43        |
| Exprimés       | Exprimés            | Exprimés       | 2 672        | 96,88        | 2 461       | 93,57       |

*sortant

### Canton des Bouchoux
| Candidat       | Candidat          | Parti          | Premier tour | Premier tour |
| Candidat       | Candidat          | Parti          | Voix         | %            |
| -------------- | ----------------- | -------------- | ------------ | ------------ |
|                | Jean-Daniel Maire | DVG            | 635          | 51,42        |
|                | Christian David*  | DVD            | 600          | 48,58        |
|                |                   |                |              |              |
| Inscrits       | Inscrits          | Inscrits       | 2 038        | 100,00       |
| Abstention     | Abstention        | Abstention     | 760          | 37,29        |
| Votants        | Votants           | Votants        | 1 278        | 62,71        |
| Blancs et nuls | Blancs et nuls    | Blancs et nuls | 43           | 3,36         |
| Exprimés       | Exprimés          | Exprimés       | 1 235        | 96,64        |

*sortant

### Canton de Chemin
| Candidats      | Candidats             | Étiquette      | Premier tour | Premier tour | Second tour | Second tour |
| Candidats      | Candidats             | Étiquette      | Voix         | %            | Voix        | %           |
| -------------- | --------------------- | -------------- | ------------ | ------------ | ----------- | ----------- |
|                | Jean-Michel Daubigney | DVD            | 1 271        | 31,87        | 2 072       | 51,75       |
|                | Claude François       | PS             | 689          | 17,28        | 1 932       | 48,25       |
|                | André Vauchez*        | DVG            | 653          | 16,37        |             |             |
|                | Jean Deltombe         | FN             | 631          | 15,82        |             |             |
|                | Patrick Petitjean     | NC             | 354          | 8,88         |             |             |
|                | Dominique Berner      | PCF            | 222          | 5,57         |             |             |
|                | Yves Lazzarini        | EÉLV           | 168          | 4,21         |             |             |
|                |                       |                |              |              |             |             |
| Inscrits       | Inscrits              | Inscrits       | 7 650        | 100,00       | 7 650       | 100,00      |
| Abstentions    | Abstentions           | Abstentions    | 3 577        | 46,76        | 3 379       | 44,17       |
| Votants        | Votants               | Votants        | 4 073        | 53,24        | 4 271       | 55,83       |
| Blancs et nuls | Blancs et nuls        | Blancs et nuls | 85           | 2,09         | 267         | 6,25        |
| Exprimés       | Exprimés              | Exprimés       | 3 988        | 97,91        | 4 004       | 93,75       |

*sortant

### Canton de Clairvaux-les-Lacs
| Candidat       | Candidat                 | Étiquette      | Premier tour | Premier tour |
| Candidat       | Candidat                 | Étiquette      | Voix         | %            |
| -------------- | ------------------------ | -------------- | ------------ | ------------ |
|                | Gérard Bailly*           | UMP            | 1 187        | 52,22        |
|                | Francisque Bailly-Cochet | PRG            | 365          | 16,06        |
|                | Arnaud Jacquet           | EÉLV           | 313          | 13,77        |
|                | Jean-Paul Thomas         | DVD            | 256          | 11,26        |
|                | Nelly Faton              | PCF            | 119          | 5,24         |
|                | Sébastien Godin          | POI            | 33           | 1,45         |
|                |                          |                |              |              |
| Inscrits       | Inscrits                 | Inscrits       | 3 848        | 100,00       |
| Abstentions    | Abstentions              | Abstentions    | 1 487        | 38,64        |
| Votants        | Votants                  | Votants        | 2361         | 61,36        |
| Blancs et nuls | Blancs et nuls           | Blancs et nuls | 88           | 3,73         |
| Exprimés       | Exprimés                 | Exprimés       | 2 273        | 96,27        |

*sortant

### Canton de Dampierre
| Candidats      | Candidats          | Étiquette      | Premier tour | Premier tour | Second tour | Second tour |
| Candidats      | Candidats          | Étiquette      | Voix         | %            | Voix        | %           |
| -------------- | ------------------ | -------------- | ------------ | ------------ | ----------- | ----------- |
|                | Denis Jeunet       | PS             | 893          | 37,35        | 1 378       | 58,27       |
|                | Christophe Ferrand | DVD            | 699          | 29,23        | 987         | 41,73       |
|                | Yvonne Leborgne    | FN             | 463          | 19,36        |             |             |
|                | Jean-Paul Roy      | PCF            | 186          | 7,78         |             |             |
|                | Hervé Prat         | NPA            | 150          | 6,27         |             |             |
|                |                    |                |              |              |             |             |
| Inscrits       | Inscrits           | Inscrits       | 4 680        | 100,00       | 4 680       | 100,00      |
| Abstentions    | Abstentions        | Abstentions    | 2 232        | 47,69        | 2 160       | 46,15       |
| Votants        | Votants            | Votants        | 2 448        | 52,31        | 2 520       | 53,85       |
| Blancs et nuls | Blancs et nuls     | Blancs et nuls | 57           | 2,33         | 155         | 6,15        |
| Exprimés       | Exprimés           | Exprimés       | 2 391        | 97,67        | 2 365       | 93,85       |

### Canton de Dole-Nord-Est
| Candidats      | Candidats          | Étiquette      | Premier tour | Premier tour | Second tour | Second tour |
| Candidats      | Candidats          | Étiquette      | Voix         | %            | Voix        | %           |
| -------------- | ------------------ | -------------- | ------------ | ------------ | ----------- | ----------- |
|                | Patrick Viverge*   | PG             | 1 624        | 26,31        | 3 687       | 57,60       |
|                | Patrick Revilloud  | UMP            | 1 589        | 25,75        | 2 714       | 42,40       |
|                | Yves Simonin       | FN             | 1 272        | 20,61        |             |             |
|                | Jérôme Coutrot     | PS             | 1 031        | 16,70        |             |             |
|                | Christine Besançon | MoDem          | 332          | 5,38         |             |             |
|                | Alain Vuillaume    | PCF            | 324          | 5,25         |             |             |
|                |                    |                |              |              |             |             |
| Inscrits       | Inscrits           | Inscrits       | 13 470       | 100,00       | 13 471      | 100,00      |
| Abstentions    | Abstentions        | Abstentions    | 7 114        | 52,81        | 6 595       | 48,96       |
| Votants        | Votants            | Votants        | 6 356        | 47,19        | 6 876       | 51,04       |
| Blancs et nuls | Blancs et nuls     | Blancs et nuls | 184          | 2,89         | 475         | 6,91        |
| Exprimés       | Exprimés           | Exprimés       | 6 172        | 97,11        | 6 401       | 93,09       |

*sortant

### Canton de Lons-le-Saunier-Nord
| Candidats      | Candidats              | Étiquette      | Premier tour | Premier tour | Second tour | Second tour |
| Candidats      | Candidats              | Étiquette      | Voix         | %            | Voix        | %           |
| -------------- | ---------------------- | -------------- | ------------ | ------------ | ----------- | ----------- |
|                | Jean-Claude Servillat* | UMP            | 1 700        | 34,99        | 2 388       | 49,54       |
|                | Marc-Henri Duvernet    | PS             | 1 126        | 23,18        | 2 432       | 50,46       |
|                | Jean-Pierre Mouget     | FN             | 599          | 12,33        |             |             |
|                | Robert Choulot         | NC             | 547          | 11,26        |             |             |
|                | Thierry Gaffiot        | PCF            | 455          | 9,37         |             |             |
|                | Hervé Guy              | PRG            | 219          | 4,51         |             |             |
|                | Julien Da Rocha        | PPLD           | 212          | 4,36         |             |             |
|                |                        |                |              |              |             |             |
| Inscrits       | Inscrits               | Inscrits       | 10 225       | 100,00       | 10 225      | 100,00      |
| Abstentions    | Abstentions            | Abstentions    | 5 264        | 51,48        | 5 116       | 50,03       |
| Votants        | Votants                | Votants        | 4 961        | 48,52        | 5 109       | 49,97       |
| Blancs et nuls | Blancs et nuls         | Blancs et nuls | 103          | 2,08         | 289         | 5,66        |
| Exprimés       | Exprimés               | Exprimés       | 4 858        | 97,92        | 4 820       | 94,34       |

*sortant

### Canton de Moirans-en-Montagne
| Candidats      | Candidats               | Étiquette      | Premier tour | Premier tour | Second tour | Second tour |
| Candidats      | Candidats               | Étiquette      | Voix         | %            | Voix        | %           |
| -------------- | ----------------------- | -------------- | ------------ | ------------ | ----------- | ----------- |
|                | Jean Burdeyron          | CPNT           | 760          | 31,31        | 989         | 38,59       |
|                | Marie-Christine Dalloz* | UMP            | 723          | 29,79        | 947         | 36,95       |
|                | Jean-Philippe Huelin    | PS             | 552          | 22,74        | 627         | 24,46       |
|                | Josette Devarieux       | FN             | 392          | 16,15        |             |             |
|                |                         |                |              |              |             |             |
| Inscrits       | Inscrits                | Inscrits       | 4 224        | 100,00       | 4 223       | 100,00      |
| Abstentions    | Abstentions             | Abstentions    | 1 739        | 41,17        | 1 566       | 37,08       |
| Votants        | Votants                 | Votants        | 2 485        | 58,83        | 2 657       | 62,92       |
| Blancs et nuls | Blancs et nuls          | Blancs et nuls | 58           | 2,33         | 94          | 3,54        |
| Exprimés       | Exprimés                | Exprimés       | 2 427        | 97,67        | 2 563       | 96,46       |

*sortant

### Canton de Montbarrey
| Candidats      | Candidats            | Étiquette      | Premier tour | Premier tour |
| Candidats      | Candidats            | Étiquette      | Voix         | %            |
| -------------- | -------------------- | -------------- | ------------ | ------------ |
|                | Alain Bigueur*       | DVG            | 1 218        | 56,52        |
|                | Jean-Charles Koehren | UMP            | 753          | 34,94        |
|                | Jean Chey            | PCF            | 184          | 8,54         |
|                |                      |                |              |              |
| Inscrits       | Inscrits             | Inscrits       | 3 527        | 100,00       |
| Abstentions    | Abstentions          | Abstentions    | 1 286        | 36,46        |
| Votants        | Votants              | Votants        | 2 241        | 63,54        |
| Blancs et nuls | Blancs et nuls       | Blancs et nuls | 86           | 3,84         |
| Exprimés       | Exprimés             | Exprimés       | 2 155        | 96,16        |

*sortant

### Canton de Montmirey-le-Château
| Candidats      | Candidats              | Étiquette      | Premier tour | Premier tour | Second tour | Second tour |
| Candidats      | Candidats              | Étiquette      | Voix         | %            | Voix        | %           |
| -------------- | ---------------------- | -------------- | ------------ | ------------ | ----------- | ----------- |
|                | Dominique Troncin*     | DVG            | 575          | 38,03        | 829         | 59,64       |
|                | Nelly Bressand         | UMP            | 307          | 20,30        | 561         | 40,36       |
|                | Laurence Bernier       | PCF            | 222          | 14,68        |             |             |
|                | Jean-Claude Seurot     | FN             | 202          | 13,36        |             |             |
|                | Daniel Germond         | NC             | 129          | 8,53         |             |             |
|                | Marie-Thérèse Blanchon | EÉLV           | 77           | 5,09         |             |             |
|                |                        |                |              |              |             |             |
| Inscrits       | Inscrits               | Inscrits       | 2 386        | 100,00       | 2 386       | 100,00      |
| Abstentions    | Abstentions            | Abstentions    | 838          | 35,12        | 836         | 35,04       |
| Votants        | Votants                | Votants        | 1 548        | 64,88        | 1 550       | 64,96       |
| Blancs et nuls | Blancs et nuls         | Blancs et nuls | 36           | 2,33         | 160         | 10,32       |
| Exprimés       | Exprimés               | Exprimés       | 1 512        | 97,67        | 1 390       | 89,68       |

*sortant

### Canton de Morez
| Candidat       | Candidat         | Parti          | Premier tour | Premier tour | Second tour | Second tour |
| Candidat       | Candidat         | Parti          | Voix         | %            | Voix        | %           |
| -------------- | ---------------- | -------------- | ------------ | ------------ | ----------- | ----------- |
|                | François Godin*  | UMP            | 1 946        | 42,25        | 2 600       | 67,53       |
|                | Laurent Petit    | DVD            | 921          | 20,00        | 1 250       | 32,47       |
|                | Daniel Flament   | DVG            | 774          | 16,80        |             |             |
|                | Nicole Sergent   | FN             | 636          | 13,81        |             |             |
|                | Thomas Thorembey | PG             | 329          | 7,14         |             |             |
|                |                  |                |              |              |             |             |
| Inscrits       | Inscrits         | Inscrits       | 9 929        | 100,00       | 9 929       | 100,00      |
| Abstention     | Abstention       | Abstention     | 5 202        | 52,39        | 5 676       | 57,17       |
| Votants        | Votants          | Votants        | 4 727        | 47,61        | 4 253       | 42,83       |
| Blancs et nuls | Blancs et nuls   | Blancs et nuls | 121          | 2,56         | 403         | 9,48        |
| Exprimés       | Exprimés         | Exprimés       | 4 606        | 97,44        | 3 850       | 90,52       |

*sortant

### Canton de Nozeroy
| Candidats      | Candidats           | Étiquette      | Premier tour | Premier tour | Second tour | Second tour |
| Candidats      | Candidats           | Étiquette      | Voix         | %            | Voix        | %           |
| -------------- | ------------------- | -------------- | ------------ | ------------ | ----------- | ----------- |
|                | Serge Outrey        | DVG            | 683          | 43,26        | 836         | 50,12       |
|                | Pierre Triboulet    | UMP            | 497          | 31,48        | 832         | 49,88       |
|                | Joël Alpy           | NC             | 349          | 22,10        | 0           | Retrait     |
|                | Philippe Bouilleret | POI            | 50           | 3,17         |             |             |
|                |                     |                |              |              |             |             |
| Inscrits       | Inscrits            | Inscrits       | 2 404        | 100,00       | 2 404       | 100,00      |
| Abstentions    | Abstentions         | Abstentions    | 759          | 31,57        | 679         | 28,24       |
| Votants        | Votants             | Votants        | 1 645        | 68,43        | 1 725       | 71,76       |
| Blancs et nuls | Blancs et nuls      | Blancs et nuls | 66           | 4,01         | 57          | 3,30        |
| Exprimés       | Exprimés            | Exprimés       | 1 589        | 95,99        | 1 668       | 96,70       |

### Canton des Planches-en-Montagne
| Candidats      | Candidats         | Étiquette      | Premier tour | Premier tour |
| Candidats      | Candidats         | Étiquette      | Voix         | %            |
| -------------- | ----------------- | -------------- | ------------ | ------------ |
|                | Gilbert Blondeau* | UMP            | 693          | 73,26        |
|                | Éric Fournier     | PRG            | 214          | 22,62        |
|                | Robert Roy        | POI            | 39           | 4,12         |
|                |                   |                |              |              |
| Inscrits       | Inscrits          | Inscrits       | 1 755        | 100,00       |
| Abstentions    | Abstentions       | Abstentions    | 778          | 44,33        |
| Votants        | Votants           | Votants        | 977          | 55,67        |
| Blancs et nuls | Blancs et nuls    | Blancs et nuls | 31           | 3,17         |
| Exprimés       | Exprimés          | Exprimés       | 946          | 96,83        |

*sortant

### Canton de Sellières
| Candidats      | Candidats         | Étiquette      | Premier tour | Premier tour | Second tour | Second tour |
| Candidats      | Candidats         | Étiquette      | Voix         | %            | Voix        | %           |
| -------------- | ----------------- | -------------- | ------------ | ------------ | ----------- | ----------- |
|                | Robert Tournier*  | PS             | 618          | 42,01        | 843         | 56,39       |
|                | Denis Pisella     | DVD            | 388          | 26,38        | 652         | 43,61       |
|                | Philippe Guichard | DVD            | 367          | 24,95        | Retrait     | Retrait     |
|                | Pascal Loureiro   | PCF            | 98           | 6,66         |             |             |
|                |                   |                |              |              |             |             |
| Inscrits       | Inscrits          | Inscrits       | 2 604        | 100,00       | 2 604       | 100,00      |
| Abstentions    | Abstentions       | Abstentions    | 1 089        | 41,82        | 1 021       | 39,21       |
| Votants        | Votants           | Votants        | 1 515        | 58,18        | 1 583       | 60,79       |
| Blancs et nuls | Blancs et nuls    | Blancs et nuls | 44           | 2,90         | 88          | 5,56        |
| Exprimés       | Exprimés          | Exprimés       | 1 471        | 97,10        | 1 495       | 94,44       |

*sortant

### Canton de Villers-Farlay
| Candidats      | Candidats           | Étiquette      | Premier tour | Premier tour |
| Candidats      | Candidats           | Étiquette      | Voix         | %            |
| -------------- | ------------------- | -------------- | ------------ | ------------ |
|                | Jean-Marie Sermier* | UMP            | 1 022        | 56,90        |
|                | Joël Grossen        | PCF            | 337          | 18,76        |
|                | Christian Bourgeois | FN             | 212          | 11,80        |
|                | Marc Borneck        | EÉLV           | 198          | 11,02        |
|                | Pierre Rochet       | POI            | 27           | 1,50         |
|                |                     |                |              |              |
| Inscrits       | Inscrits            | Inscrits       | 2 869        | 100,00       |
| Abstentions    | Abstentions         | Abstentions    | 1 031        | 35,94        |
| Votants        | Votants             | Votants        | 1 838        | 64,06        |
| Blancs et nuls | Blancs et nuls      | Blancs et nuls | 42           | 2,29         |
| Exprimés       | Exprimés            | Exprimés       | 1 796        | 97,71        |

*sortant